# Rainer Hasler
Rainer Hasler (* 2. Juli 1958 in Vaduz; † 29. Oktober 2014) war ein liechtensteinischer Fussballspieler. Er gilt als einer der bedeutendsten Sportler Liechtensteins, obwohl er nie für die Fussballnationalmannschaft des Fürstentums spielte.

## Karriere
Hasler spielte als Abwehrspieler für die Schweizer Vereine Neuchâtel Xamax und Servette Genf. Mit den Genfern, bei denen er zwei Jahre lang Captain war, gewann er 1984 den Schweizer Cup und 1985 die Landesmeisterschaft der Nationalliga A. Ein weiterer grosser Erfolg war mit Xamax das Erreichen des UEFA-Cup-Viertelfinals in der Saison 1981/82, wo die Mannschaft knapp am Hamburger SV scheiterte (0:0/2:3).
Er spielte während seiner Laufbahn kein einziges Mal für die liechtensteinische Nationalmannschaft. Als Grund dafür gab er später an, dass es Unsicherheiten in Versicherungsfragen gegeben habe. Auch begann die liechtensteinische Elf erst in den 1990er Jahren, also nach Haslers Rücktritt vom Profisport, an internationalen Wettbewerben teilzunehmen.
Im Jahr 1989 beendete er im Alter von nur 31 Jahren seine Karriere.
2004 wurde er beim 50-jährigen UEFA-Jubiläum zum Golden Player Liechtensteins, zum besten liechtensteinischen Spieler der letzten fünfzig Jahre, gewählt.
Seine Söhne Nicolas und Julien spielen für die Fussballnationalmannschaft des Fürstentums.
Rainer Hasler starb am 29. Oktober 2014 infolge einer Krebserkrankung im Alter von 56 Jahren.
Im Dezember 2016 wurde ihm postum das Goldene Lorbeerblatt verliehen.

## Stationen
- Grasshoppers Zürich (1976–1978)
- FC Vaduz (1978–1979)
- Neuchâtel Xamax (1979–1983)
- Servette Genf (1983–1989)

## Erfolge
- Schweizer Meister 1985
- Schweizer Cupsieger 1984